# Brachyglossina rowlandi
Brachyglossina rowlandi là một loài bướm đêm trong họ Geometridae.